# 1040 Klumpkea
1040 Klumpkea är en asteroid i huvudbältet som upptäcktes den 20 januari 1925 av den fransk-ryske astronomen Beniamin Zjechovskij. Dess preliminära beteckning var 1925 BD. Asteroiden namngavs senare efter den amerikansk-franska astronomen Dorothea Klumpke-Roberts
Den tillhör asteroidgruppen Tirela.
Klumpkeas senaste periheliepassage skedde den 27 februari 2018.[Uppdatering behövs] Dess rotationstid har beräknats till 59,2 timmar.